# Axiere
Axiere (łac. Axeriensis) – stolica starożytnej diecezji w prowincji rzymskiej Mesopotamia (główne miasta: Amida, Nisibis).
Stolicę biskupią lokalizuje się w rzymskiej prowincji Mezopotamia jako sufraganię archidiecezji Anastasiopolis (Dara).
Jednak w ciągu wieków następowała ewolucja nazwy tej stolicy i jej położenia geograficznego: Oxierensis, Oxiriensis in Arkadia, Axierensis, które od 1863 r. stało się powszechnie używanym określeniem.
Stolica tytularna została zniesiona w drugiej połowie XIX wieku.

## Biskupi
| Lp. | Biskup                                           | Funkcja                                                               | Od                | Do              |
| --- | ------------------------------------------------ | --------------------------------------------------------------------- | ----------------- | --------------- |
| 1   | Aleksander Działyński                            | sufragan kujawski – biskup akcyreński (Rzeczpospolita Obojga Narodów) | 23 grudnia 1737   | 26 grudnia 1739 |
| 2   | William Coppinger                                | biskup koadiutor Cloyne i Ross (Królestwo Irlandii)                   | 15 stycznia 1788  | 4 czerwca 1791  |
| 3   | Célestin René Laurent Guynemer de la Hailandière | biskup koadiutor Vincennes (Stany Zjednoczone)                        | 17 maja 1839      | 26 czerwca 1839 |
| 4   | John McCloskey                                   | biskup koadiutor nowojorski (Stany Zjednoczone)                       | 21 listopada 1843 | 21 maja 1847    |
| 5   | Florentin-Étienne Jaussen SSCC                   | wikariusz apostolski Tahiti (kolonia francuska: Polinezja Francuska)  | 9 maja 1848       | 9 września 1891 |